# 苏卜希·图法伊利
苏卜希·图法伊利（阿拉伯语：صبحي الطفيلي，1947年或1948年—）是黎巴嫩什叶派神职人员和政治人物，他于1982年與其他人共同创立真主党，并于1989年至1991年期間担任第一任真主黨總書記。
20世纪90年代，在真主党联合创始人阿巴斯·穆萨维去世后，图法伊利与哈桑·纳斯鲁拉等真主党高層爆發衝突，而伊朗支持的哈桑·纳斯鲁拉派系开始占据上風。在他的追随者与真主党其他成员爆發衝突后，图法伊利于1998年被真主党开除。
此后，图法伊利一直反对真主党和伊朗，并要求其追随者一同抵制伊朗。

## 早年生活和教育
萨达姆·侯赛因統治时期，图法伊利在伊拉克納杰夫学习神学。回到黎巴嫩后，图法伊利与阿巴斯·穆萨维一起在贝卡谷地創立真主党。 

## 真主党期間
1989年鲁霍拉·穆萨维·霍梅尼去世后，伊朗對真主党的控制力度增強。1989年图法伊利當選首任真主黨總書記，并一直當到1991年。图法伊利認為真主黨應該独立自主，而哈桑·纳斯鲁拉则支持伊朗干預真主黨。哈桑·纳斯鲁拉派系在伊朗最高领袖阿里·哈梅內伊和伊朗总统阿克巴尔·哈什米·拉夫桑贾尼的支持下，逐漸控制真主黨。1993年，哈桑·纳斯鲁拉出任真主黨總書記。
1985年，以色列佔領南黎巴嫩。1992年黎巴嫩選舉前，图法伊利认为，真主黨應該先考慮將以色列驅逐出黎巴嫩南部，而不是要想著去參加選舉，阿里·哈梅內伊則支持真主党參加選舉。最終真主党参加了此次选举，並赢得了12个國會席位。
图法伊利继续反对真主党参加此後的黎巴嫩全国性的选举。真主党支持黎巴嫩政府打击毒品，這一點也遭到图法伊利的反對。

## 后真主党时代
1998年1月，图法伊利被真主党開除。一周后，真主党官员在巴勒贝克的一所学校開會，图法伊利和一群武装人员突襲並占领了該學校。随后，双方爆發枪战，造成三名图法伊利的支持者死亡。图法伊利和大约30名武裝分子逃走。随后，他在贝鲁特的办公室和广播电台被关闭，但图法伊利本人并未被拘留。
2007年，图法伊利声称，哈桑·纳斯鲁拉不過是阿里·哈梅內伊的傀儡，而且伊朗政府一直在實施暴政。图法伊利還表示，真主党不僅是伊朗的傀儡，還是以色列和西方国家的傀儡。
真主党在叙利亚内战期間，真主党派人來到敘利亞與政府軍並肩作戰。2013年2月，图法伊利公開譴責真主黨這一做法。他说：“真主党不应该为这个杀害自己人民、而且从未幫過巴勒斯坦人民的邪惡政权辩护。”图法伊利还说：“那些在叙利亚杀害儿童、恐吓人民、破壞房屋的真主党武裝人員将会下地狱”。 他还严厉谴责黎巴嫩军队未阻止黎巴嫩公民跨境前往叙利亚作战。 他还声称伊朗和叙利亚政府在俄罗斯的帮助下創建了伊斯兰国。 
2016年12月，在阿勒颇战役的最后阶段，图法伊利指责叙利亚总统巴沙尔·阿萨德及其盟友“屠杀了数千名穆斯林”。